# Splitsko-dalmatinska županija
Splitsko-dalmatinska županija je upravno-teritorijalna jedinica u srednjoj Dalmaciji sa sjedištem u Splitu. Prostorno je najveća hrvatska županija, ukupne površine 14 045 km2 – 4524 km2 kopnenog dijela; 9576 km2 morskog (30,8 % mora RH). Godine 2021. imala je 423 407 stanovnika.

## Zemljopis
Županija ima tri glavne reljefne cjeline: visoko zaleđe (Zagora) s brojnim krškim poljima, uzak i gusto naseljen obalni pojas te otoke. Dio Dinarida čini granicu s Bosnom i Hercegovinom, dok planine Kozjak, Mosor i Biokovo razdvajaju obalni pojas od zaleđa.
Županiju s ostatkom Hrvatske povezuje autocesta Split – Zadar – Karlovac – Zagreb s četiri trake, kao i lička željeznica. Međunarodna zračna luka Split – Kaštela, a postoji i manja međunarodna zračna luka na otoku Braču te letjelišta u Sinju i na otoku Hvaru.

## Klima
Uglavnom prevladava sredozemna klima, u Zagori izmijenjena sredozemna, a višim predjelima sredozemna s utjecajima kontinentske i planinske te planinska klima.

## Kultura
Prvi saziv županijske skupštine Splitsko-dalmatinske konstituiran je 14. travnja 1993. godine i taj dan se slavi kao Dan Županije.

## Stanovništvo
Prema popisu stanovništva iz 2021. županija je imala 423 407 stanovnika s prosječnom gustoćom naseljenosti od 93,26 stanovnika/km2.
| broj stanovnika | 164242 | 182405 | 195741 | 222030 | 249867 | 268187 | 274522 | 292321 | 296840 | 314933 | 339686 | 389277 | 436680 | 474019 | 463676 | 454798 | 423407 |
|                 | 1857.  | 1869.  | 1880.  | 1890.  | 1900.  | 1910.  | 1921.  | 1931.  | 1948.  | 1953.  | 1961.  | 1971.  | 1981.  | 1991.  | 2001.  | 2011.  | 2021.  |

Etnički sastav 2021.: Hrvati 96,8 %, Srbi 0,8 %, Albanci 0,2 %, Bošnjaci 0,2 %, Slovenci 0,2 % i drugi.

## Upravna podjela
Županija je podijeljena na 16 gradova i 39 općina.
| VrlikaBaška VodaBolBrelaCista ProvoDicmoDugi RatDugopoljeGradacHrvaceJelsaKlisLećevicaLokvičićiLovrećMarinaMilnaMućNerežišćaOkrugOtokPodbabljePodstranaPodgoraPostiraPrgometPrimorski DolacProložacPučišćaRunovićiSegetSelcaSućurajSutivanŠestanovacŠoltaTučepiZadvarjeZagvozdZmijavciclass=notpageimage\| Razmještaj gradskih () i općinskih središta () na zemljovidu Splitsko-dalmatinske županije | | |
| gradovi | općine | općine |
| - Grad Hvar - Grad Imotski - Grad Kaštela (sjedište Kaštel Sućurac) - Grad Komiža - Grad Makarska - Grad Omiš - Grad Sinj - Grad Solin - Grad Split - Grad Stari Grad - Grad Supetar - Grad Trilj - Grad Trogir - Grad Vis - Grad Vrgorac - Grad Vrlika | - Općina Baška Voda - Općina Bol - Općina Brela (sjedište Donja Brela) - Općina Cista Provo - Općina Dicmo (sjedište Kraj) - Općina Dugi Rat - Općina Dugopolje - Općina Gradac - Općina Hrvace - Općina Jelsa - Općina Klis - Općina Lećevica - Općina Lokvičići - Općina Lovreć - Općina Marina - Općina Milna - Općina Muć (sjedište Donji Muć) - Općina Nerežišća - Općina Okrug (sjedište Okrug Gornji) - Općina Otok | - Općina Podbablje (sjedište Drum) - Općina Podgora - Općina Podstrana - Općina Postira - Općina Prgomet - Općina Primorski Dolac - Općina Proložac (sjedište Donji Proložac) - Općina Pučišća - Općina Runovići - Općina Seget (sjedište Seget Donji) - Općina Selca - Općina Sućuraj - Općina Sutivan - Općina Šestanovac - Općina Šolta (sjedište Grohote) - Općina Tučepi - Općina Zadvarje - Općina Zagvozd - Općina Zmijavci |

## Županijska uprava
- župan – Blaženko Boban[1]
- Županijska skupština je predstavničko tijelo građana koja donosi akte u okviru prava i dužnosti županije kao jedinice regionalne samouprave. Županijska skupština splitsko-dalmatinska ima 51 predstavnika.

župani
- Nadan Vidošević (1993. – 1994.)
- Kruno Peronja (1994. – 1997.)
- Branimir Lukšić (1997. – 2003.)
- Kruno Peronja (2003. – 2005.) (drugi put)
- Ante Sanader (2005. – 2013.) (dva mandata)
- Zlatko Ževrnja (2013. – 2017.)
- Blaženko Boban (2017. – )

## Gospodarstvo
Najvažnija gospodarska djelatnost je turizam. Proizvodnja i poljoprivreda su u opadanju.
Uzgajaju se ponajviše masline, Sinj je poznat po kupusu, Makarska po maslinama, Imotski po grožđu i smokvama, a Vrgorac po jagodama.

## Znamenitosti
- Dioklecijanova palača, rimska carska palača iz 4. stoljeća. Na popisu UNESCO-a od 1979.
- Trogir, srednjovjekovna romanička i gotička gradska jezgra. Na popisu UNESCO-a.
- Solin, ostaci antičke Salone.
- Modra špilja, Biševo.
- Crveno jezero, kod Imotskog.
- Park prirode Biokovo.
- tvrđava Klis
- Sinjska alka
- Hvar, stara gradska jezgra.

## Nagrada Splitsko-dalmatinske županije
Dodjeljuje se svake godine na Dan Županije, blagdan sv. Jeronima (30. rujna), za životno djelo, osobne nagrade i skupne nagrade.

## Vanjske poveznice
- Službene stranice Splitsko-dalmatinske županije

|  | Portal Hrvatske: pristup člancima s tematikom o Hrvatskoj |